# Martin Ryerson
Martin Antoine Ryerson, né le 26 octobre 1856 à Grand Rapids (Michigan) et mort le 11 août 1932 à Lake Geneva (Wisconsin), est un juriste et entrepreneur américain qui fut un grand mécène et collectionneur de son temps. La plus grande partie de sa collection se trouve aujourd'hui à l'Art Institute of Chicago.

## Biographie
Ses parents, le richissime négociant en bois Martin Ryerson et son épouse France Mary Ann Campau (nièce de Louis Campau, le fondateur de Grand Rapids), s'installent à Chicago en 1851. En plus de son négoce, son père investit avec succès dans l'immobilier, la banque et dans la Elgin Watch Company et accroît sa fortune. Martin Antoine Ryerson étudie dans des écoles privées prestigieuses de Paris et Genève, puis il suit des études de droit à la faculté de droit de Harvard dont il est diplômé en 1878,. 
Jusqu'à la mort de son père en 1887, Martin A. Ryerson travaille comme juriste avant de reprendre à l'âge de 34 ans les affaires familiales Martin Ryerson & Company. Ryerson sert au comité de direction de la Continental Illinois National Bank and Trust Company, du Northern Trust, et de la Elgin National Watch Company. Il laisse la place dans les années 1890 pour s'occuper de sa collection et d'activités philanthropiques. Il épouse en 1881 Caroline Hutchinson.

## Citoyen engagé
Ryerson est cofondateur en 1890 de l'université de Chicago, dont il est curateur de 1892 jusqu'en 1922. Parmi ses fondations à l'université, l'on compte le Ryerson Physical Laboratory. En 1893, influencé par l'Exposition universelle de Chicago (World's Columbian Exposition), Ryerson est cofondateur du Field Museum of Natural History et en est curateur pendant de nombreuses années. Il occupe à partir de 1890 le même poste pour l'Art Institute of Chicago jusqu'à sa mort. Il y fonde une bibliothèque d'art dénommée la Ryerson Library et lègue sa collection au musée. Sa veuve Caroline lègue aussi au musée d'autres œuvres de la collection de son défunt mari. Ses fondations sont solides financièrement et ont encore plus de moyens aujourd'hui. La bibliothèque de Grand Rapids est aussi une fondation de Ryerson, portant le nom de Ryerson Library.

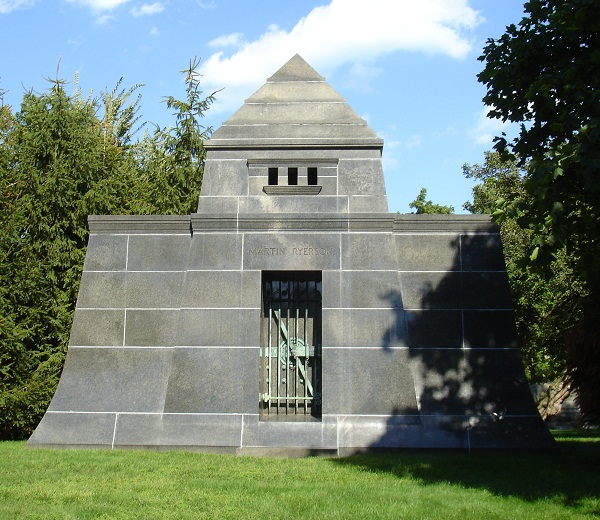
Sépulture familiale dans le cimetière de Graceland à Chicago.

Ryerson meurt le 11 août 1932, à Lake Geneva (Wisconsin),. Il est inhumé au cimetière de Graceland dans le mausolée familial auprès de ses parents. À sa mort, ses biens sont estimés à 5 millions de dollars, dont 3 millions dans l'immobilier. Il lègue tous ses biens à des fondations charitables, à des membres de sa famille et à d'anciens employés. Par exemple, sa veuve hérite d'un dixième soit  500 000 dollars, ainsi qu'une rente annuelle de 200 000 dollars. Il lègue également 25 000 dollars à l'université Harvard, 25 000 dollars au Kenyon College, et 25 000 dollars aux Petites Sœurs des pauvres. Sa collection d'art est donnée à l'Art Institute of Chicago,.

## Collection
Martin et Caroline Ryerson collectionnent d'abord des tableaux de maîtres anciens qu'ils placent dans leur villa du South Drexel Boulevard à Chicago,. On y remarque des œuvres de Gérard David, Koerbecke, Memling, Rogier van der Weyden, Pontormo, Giovanni di Paolo, Watteau et Goya. Après l'exposition universelle de 1893, il se passionne pour les peintres impressionnistes français et la peinture contemporaine. Le cœur de sa collection est constitué de cinq tableaux de Renoir et seize œuvres de Monet. Ryerson rencontre personnellement Monet en 1920 dans sa maison de Giverny. Ryerson collectionne aussi des tableaux de Manet, Degas, Cézanne, Gauguin, Signac et Odilon Redon. Il achète aussi des toiles de peintres américains, comme Mary Cassatt, John Singer Sargent ou Winslow Homer.

## Tableaux

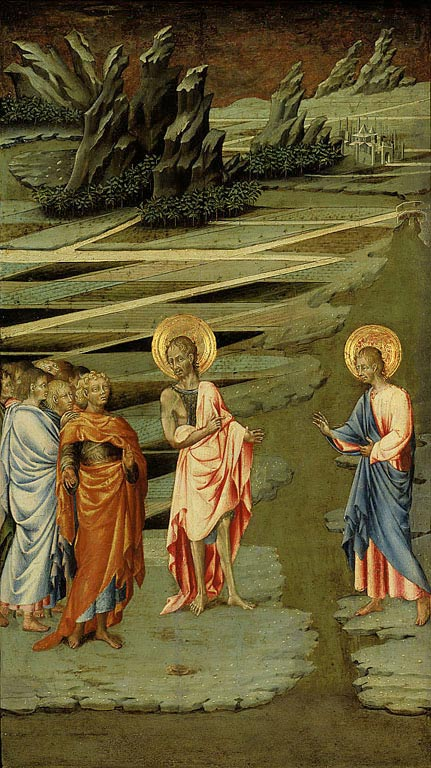
Giovanni di Paolo: Ecce Agnus Dei
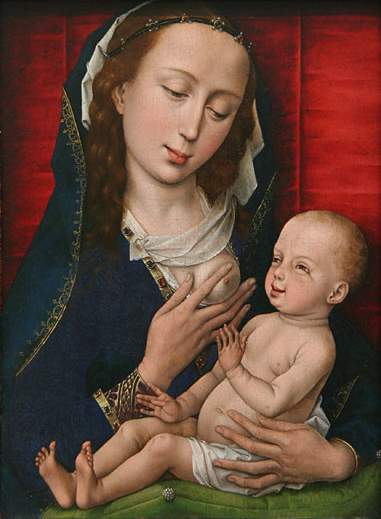
Rogier van der Weyden: Vierge à l'Enfant
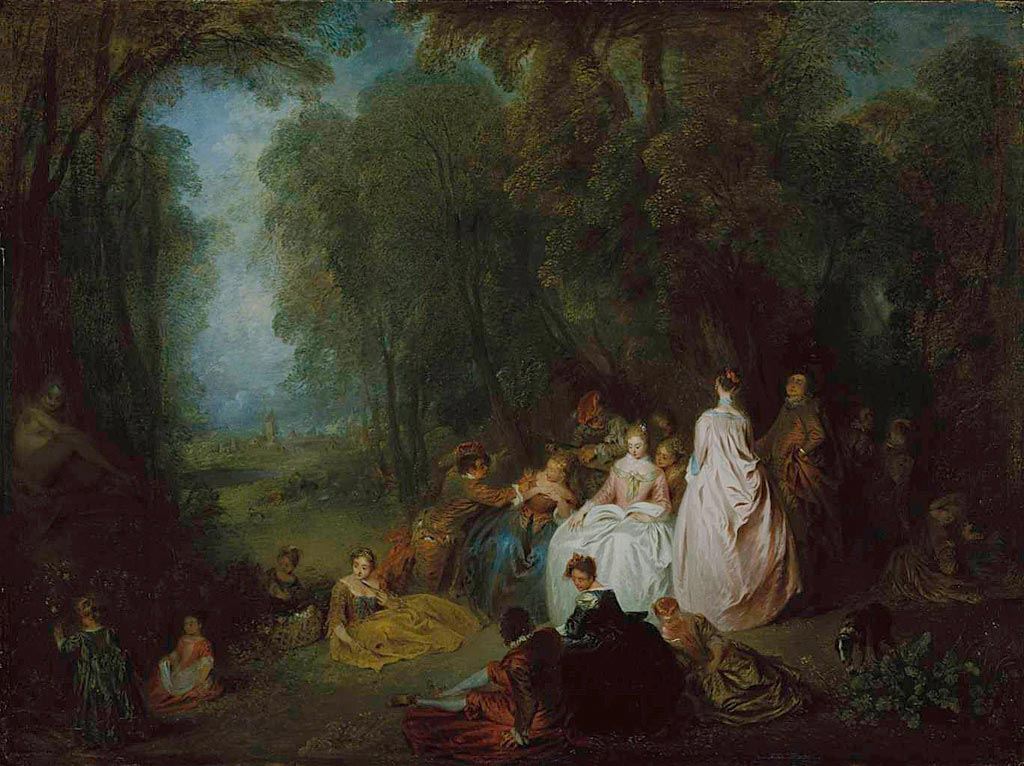
Antoine Watteau: Fête champêtre
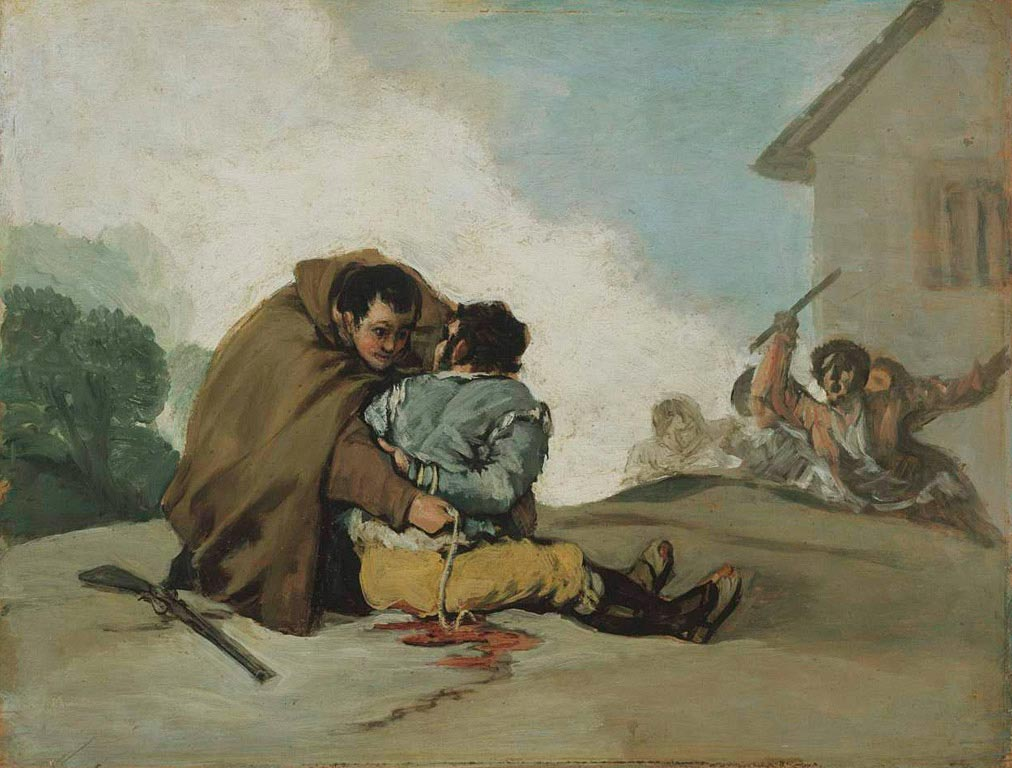
Francisco de Goya: Le Frère Pedro ligote le bandit El Maragato
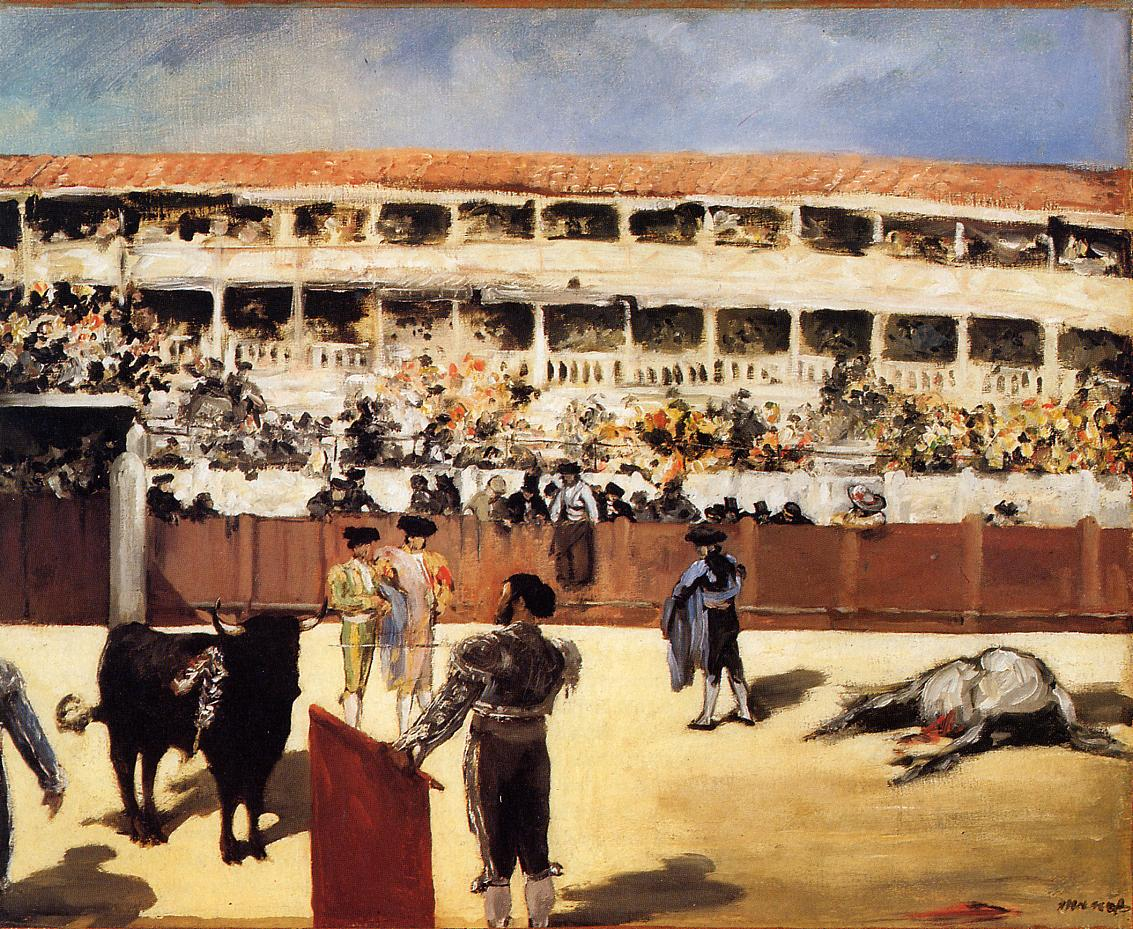
Édouard Manet: La Corrida
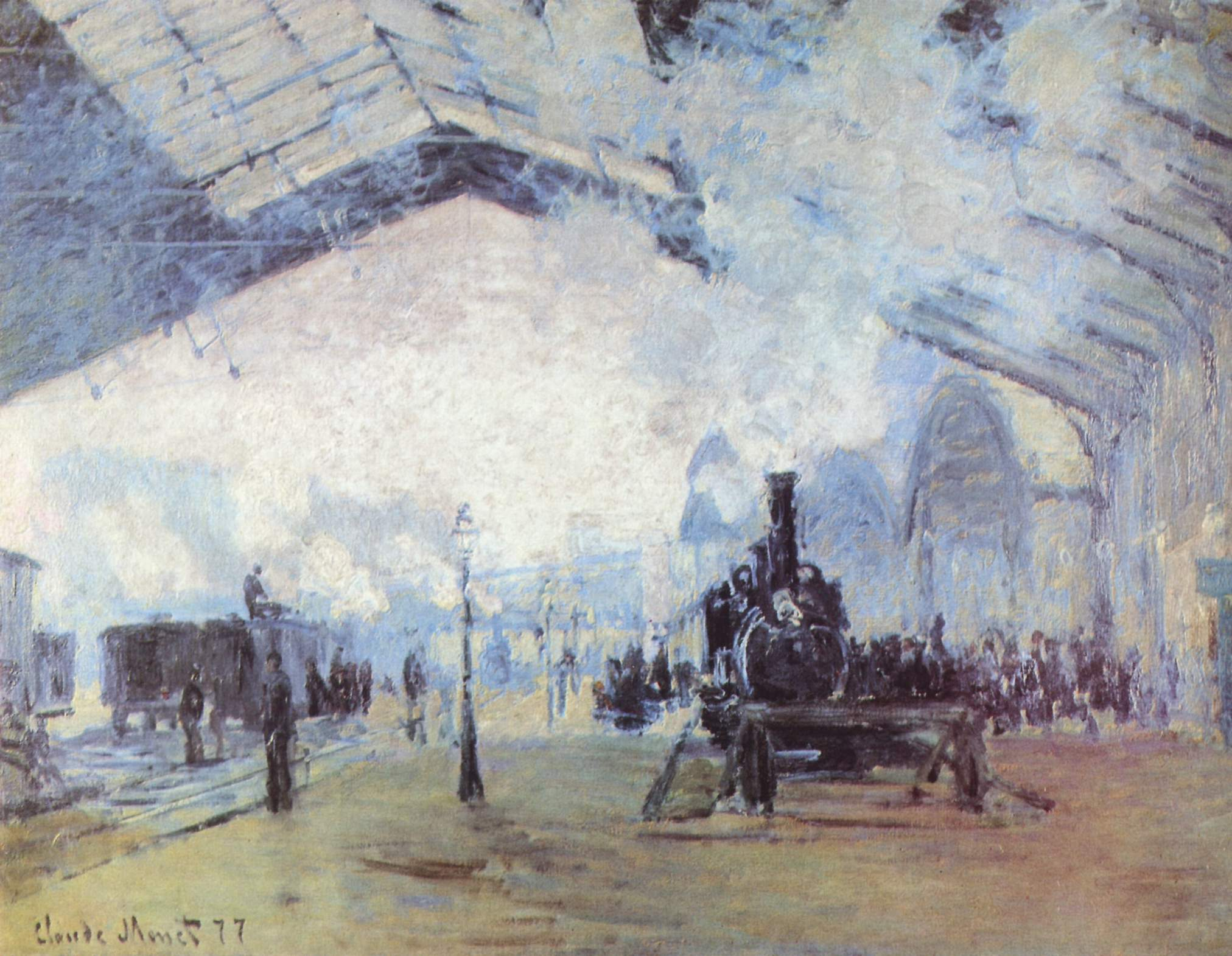
Claude Monet: La Gare Saint-Lazare
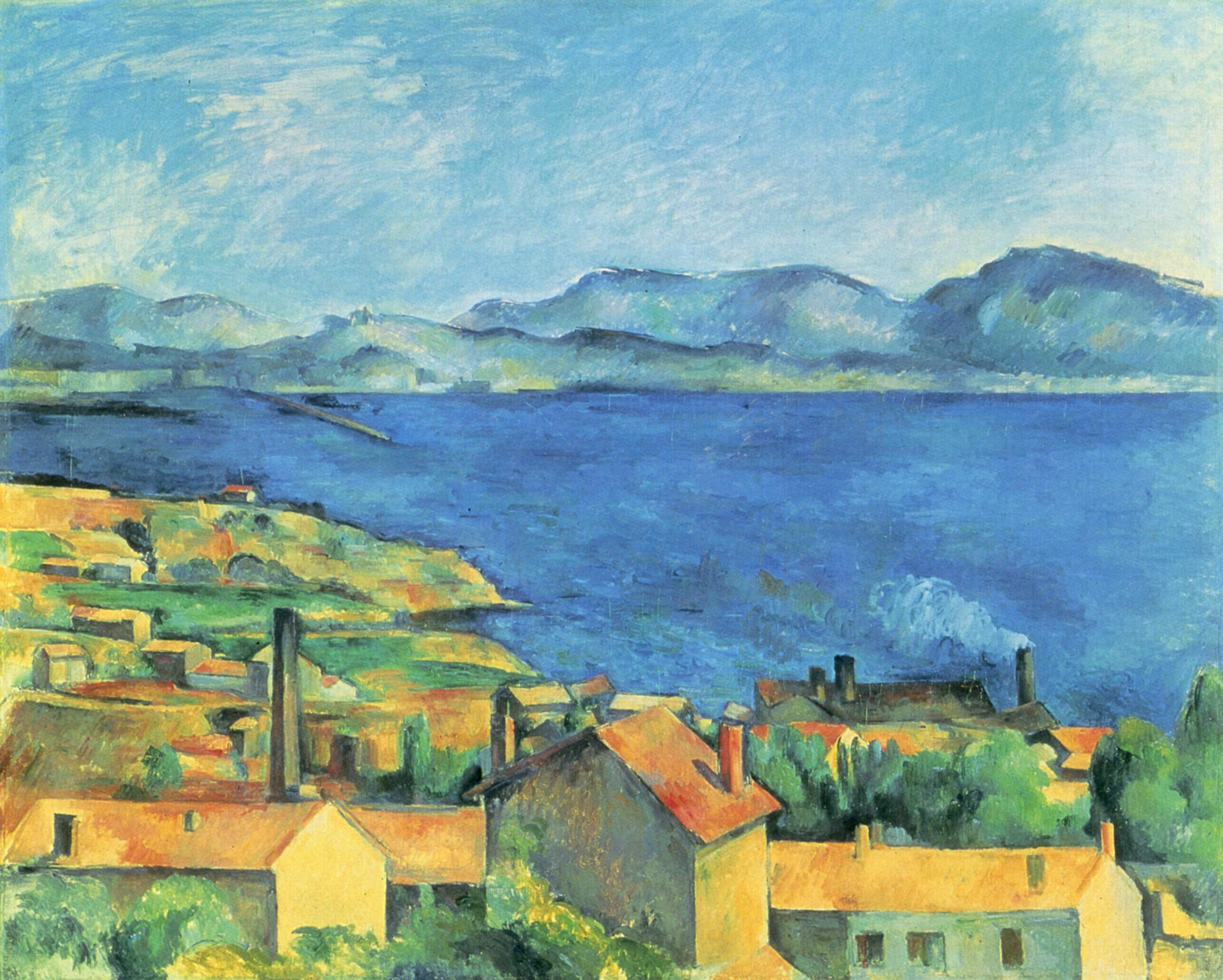
Paul Cézanne: La Baie de Marseille
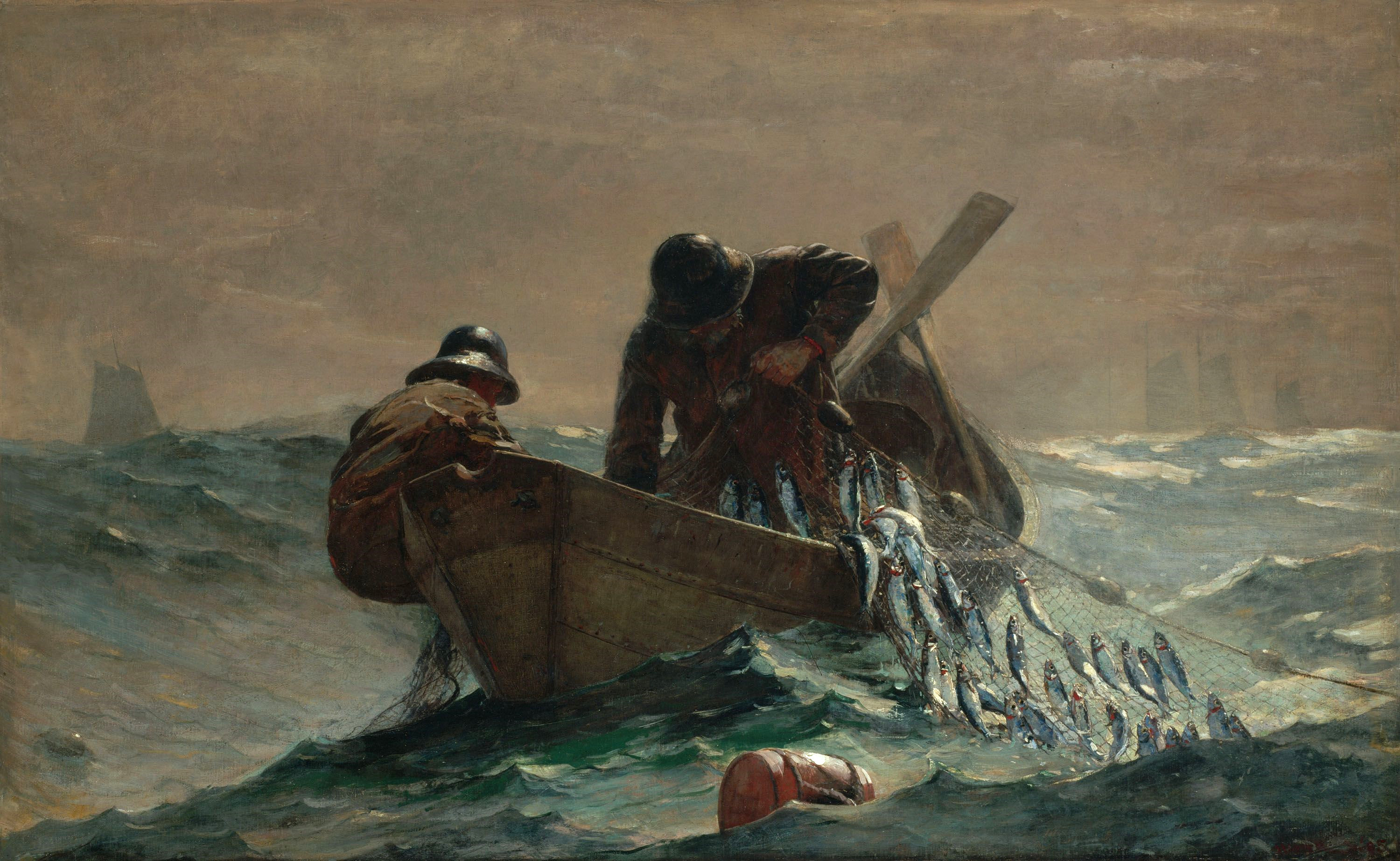
Winslow Homer: Le Filet